# Selección femenina de rugby de Papúa Nueva Guinea
La selección femenina de rugby de Papúa Nueva Guinea es el equipo nacional que representa a la Papua New Guinea Rugby Football Union en competencias internacionales.

## Historia
Su primera participación en competencias internacional fue el Oceania Rugby Women's Championship 2016, torneo que fue clasificatorio a la Copa Mundial Femenina de Rugby de 2017, fue derrotado por Fiyi y quedó fuera de la cita planetaria.

## Participación en copas

### Copa Mundial
- 1991 al 2017: no participo
- 2021 - actualidad: no clasificó

### Oceania Rugby Women's Championship
- Fiyi 2016: 2° puesto (último)
- Fiyi 2018: 4° puesto (último)
- Fiyi 2019: 6° puesto (último)
- Nueva Zelanda 2022: 4° puesto (último)
- Australia 2023: 4° puesto
- Australia 2024: 4° puesto